# ستيف والر
ستيف والر (بالإنجليزية: Steve Waller)‏ هو عازف قيثارة بريطاني، ولد في 30 يونيو 1951 في Herne Hill ‏ في المملكة المتحدة، وتوفي في 6 فبراير 2000.

## وصلات خارجية
- ستيف والر على موقع ميوزك برينز (الإنجليزية)
- ستيف والر على موقع ديسكوغز (الإنجليزية)